# ポール・ロワイヤル修道院
ポール・ロワイヤル修道院（ポール・ロワイヤルしゅうどういん、フランス語：Port-Royal-des-Champs）は、フランス、パリの南西シュヴルーズの谷にかつて存在したシトー会女子修道院であり、またそこから多くの分野での重要な学派が生まれた。現在はその跡が残されている。

## 概説

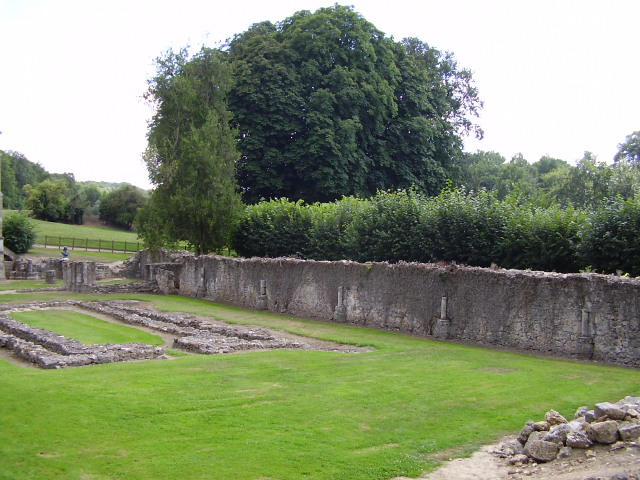
郊外のポール・ロワイヤル遺跡

1204年に設立され、1602年当時の修道院長ジャクリーヌ・アルノー (Jacqueline Arnauld) による改革によって「学校」として世に知られるところとなった。彼女の生家アルノー家はこれ以降ポール・ロワヤル修道院のパトロン的存在となり、また修道院は多くのアルノー家の出身者から影響を受け続けた。1625年パリに新たなポール・ロワイヤル修道院が建てられ、ほとんどの修道女はそちらに移り、以降パリのポール・ロワイヤルと呼ばれた（それまでのものは郊外のポール・ロワイヤルと呼ばれるようになった）。

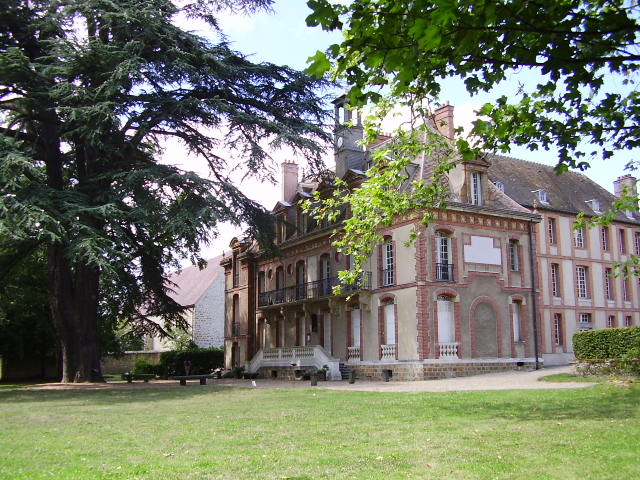
「小さな学校」

元の場所に「ポール・ロワイヤルの小さな学校」 (フランス語：Les Petites-Ecoles de Port-Royal) として知られるようになるいくつかの学校が創られた。これらは教養水準の高さからその名を知られるようになった。1634年、ヤンセニウスの盟友であるジャン・デュ・ヴェルジエ・ド・オーランヌが修道院の霊的指導者となった（彼はフランスにおけるジャンセニスムの代理人であった）。この時からポール・ロワイヤル修道院と付属するいくつかの学校はほとんどジャンセニスムの神学校となっていった。
ポール・ロワイヤルでの学問やジャンセニズムのために集った者の中には多くの重要な人物もおり、数学者のブレーズ・パスカルもその一人であった。彼は1657年にはカトリック教会におけるイエズス会からの批判にジャンセニストとして反駁するために『プロヴァンシアル』を著した。アルノー家からはルイ14世の外務卿となるシモン・アルノー・ド・ポンポンヌが出るなど、ジャンセニスムは隆盛を極めた。また劇作家ジャン・ラシーヌはポール・ロワイヤルで学んだ。
しかしカトリック教会から、この神学は背教の流布であると見なされた。1679年、修道院は新規入門者の受け入れを禁止され、終焉の訪れを感じさせるようになる。ローマ教皇、クレメンス11世の令状により1708年、ポール・ロワイヤルの廃止が布告されたことにより、翌年には修道女の強制退去、更に翌年の1710年には修道院自体の取り壊しが行われた。
1859年、シャルル＝オーギュスタン・サント＝ブーヴによりポール・ロワイヤル修道院が世に与えた影響、またその歴史などが著書として記されており、また、取り壊された修道院跡はシュヴルーズの谷に残されている。